# Kirche Aventoft

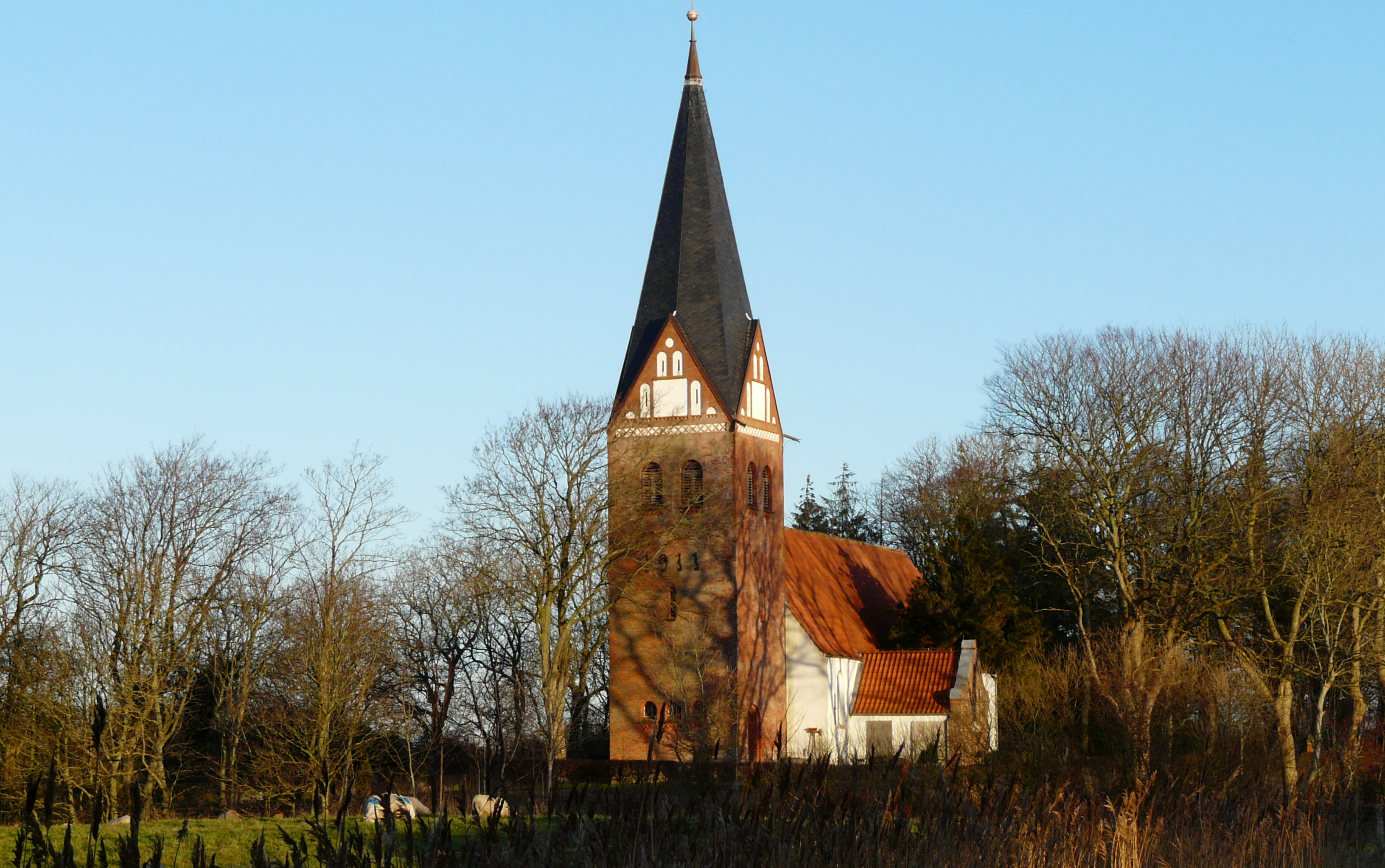
Kirche Aventoft

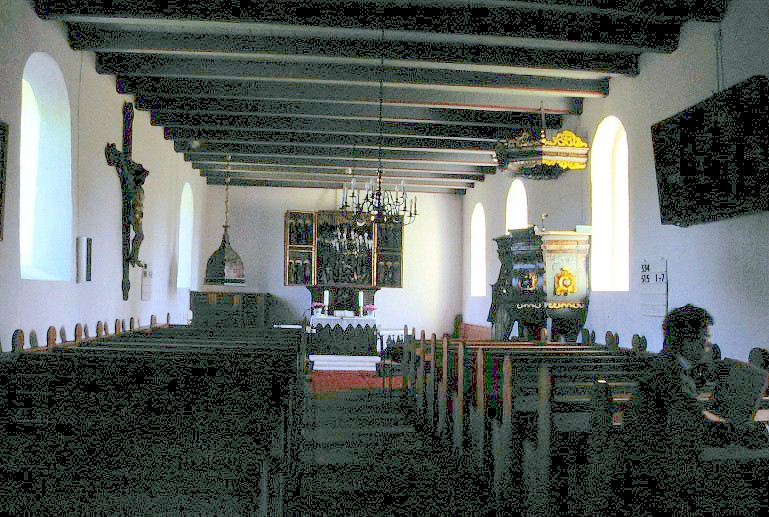
Innenansicht

Die evangelisch-lutherische Kirche Aventoft ist ein geschütztes Kulturdenkmal in Aventoft, einer Gemeinde im Kreis Nordfriesland in Schleswig-Holstein. Das Kirchengebäude gehört zum Kirchenkreis Nordfriesland in der Evangelisch-Lutherischen Kirche in Norddeutschland (Nordkirche).

## Beschreibung
Die Saalkirche wurde im frühen 13. Jahrhundert erbaut. Sie besteht aus einem verputzten Langhaus und einem 1911 angefügten neuromanischen Kirchturm aus Backsteinen im Westen, der mit einem spitzen Helm bedeckt ist. Das Langhaus wurde 1767/68 nach Abbruch des Chors nach Osten verlängert.
Zur Kirchenausstattung gehört ein im frühen 16. Jahrhundert gebauter Flügelaltar. Der Altar hat einen spätgotischen Altaraufsatz mit einem figurenreichen Relief einer Kreuzigungsszene. Im Mittelschrein befindet sich eine Predella mit der Darstellung der Anna selbdritt. Zu beiden Seiten dieser Darstellung finden sich in Frakturschrift die Einsetzungsworte zum Abendmahl. Auf den Seitenflügeln sind die zwölf Apostel dargestellt.
Die Orgel wurde 1972 von der Orgelbau Friedrich Weigle gebaut.